# Kransborre
Kransborre, Marrubium vulgare L. är en flerårig växt inom familjen kransblommiga växter.

## Beskrivning
Kransborren blir 25 – 60 cm hög och blommar från juli till september med små gulvita blommor. Blomsamlingarna är klotrunda, täta men åtskilda och har ett foder som är 3 – 4 mm långt och stjärnhårigt. Stjälken är grov och vitullig. Bladen är 2 – 4 cm långa, rundade, naggade och rynkiga. De är skaftade, gleshåriga på ovansidan och filthåriga på undersidan.
Kromosomtal 2n = 34, 36.

## Habitat
Kransborre är ursprunglig i medelhavsområdet.
Denna växt är mycket sällsynt i Norden (fridlyst i Sverige), men kan finnas naturaliserad intill gammal bebyggelse och i trädgårdar.
Utbredningen i Norden är begränsad till huvudsakligen Öland och Gotland samt en del områden i Danmark. 

### Utbredningskartor
- Norden 
  - Torde numera vara utdöd på många av de på kartan angivna platserna.
- Norra halvklotet 
  - Finns allmänt i Nordamerika, men är inte ursprunglig där.

## Biotop
Frisk, öppen kulturmark.

## Bygdemål
| Namn        | Trakt | Referens |
| ----------- | ----- | -------- |
|             |       |          |
| Andorn      | Närke | [ 2 ]    |
| Stjälkborre | Närke | [ 2 ]    |

## Användning
Enligt folkmedicinen kan beredningar av kransborre användas mot
- Förkylning och heshet
- Förstoppning
- Hosta (Kanderade stjälkar)[3]

Ansågs också urindrivande.
Enligt engelska wikipedia ingick den ofta i en örtblandning kallad gruit som användes i öl innan humle slog igenom.

## Etymologi
- Marrubium: Vid namngivningen av släktet torde Linné ha inspirerats av det namn en romare Aulus Cornelius Celsus använde på en kransblommig växt (Lamiaceae)

- Artepitetet vulgare härleds från latin vulgus = allmän.

Detta kan synas märkligt för en nu sällsynt växt, men förklaringen är att kransborre var mycket vanlig i södra Sverige, då den namngavs av Linné på 1700-talet.